# Bastiania australis
Bastiania australis är en rundmaskart som beskrevs av Nathan Augustus Cobb 1893. Bastiania australis ingår i släktet Bastiania och familjen Bastianiidae. Inga underarter finns listade i Catalogue of Life.